# 문화저널21
문화저널21은 2006년 9월 14일 설립된 (주)에스앤피에서 발행하는 인터넷뉴스다. 목표는 '사회 전반에 대해 다양하고 심층적인 관점과 대한 제시 그리고 소통하는 신문' 등이다. 주요 콘텐츠는 국제정치, 국내정치, 경제전반, 문화산업 등이 있다.
2012년 4월 1일 법인명을 (주)에스앤피에서 (주)문화미디어로 변경하였다.
기타간행물로는 2010년부터 발행한 시사주간지인 《주간 문화저널》, 2011년 8월부터 발행한 경제 월간지인 《이코노미컬쳐》가 있다. 2012년 4월 《주간 문화저널》의 제호를 《이슈포커스》로 변경하였다. 본사는 서울시 서초구 논현로19길 15(양재동, 양재빌딩)에 있다.